# Verbascum tzar-borisii
Verbascum tzar-borisii är en flenörtsväxtart som först beskrevs av Bozimir Davidov och Nikolai Andreev Stojanov, och fick sitt nu gällande namn av B. Stefanova-gateva. Verbascum tzar-borisii ingår i släktet kungsljus, och familjen flenörtsväxter. Inga underarter finns listade i Catalogue of Life.